# Reteporella malleatia
Reteporella malleatia is een mosdiertjessoort uit de familie van de Phidoloporidae. De wetenschappelijke naam van de soort is voor het eerst geldig gepubliceerd in 1984 door Gordon.